# Hausnummer (Spiel)
Das Spiel Hausnummer oder auch Große und kleine Hausnummer ist ein verbreitetes Würfelspiel. Ebenfalls bekannt ist ein Spiel mit nur einem Würfel, das als Hohe Hausnummer bezeichnet wird.

## Spielregeln

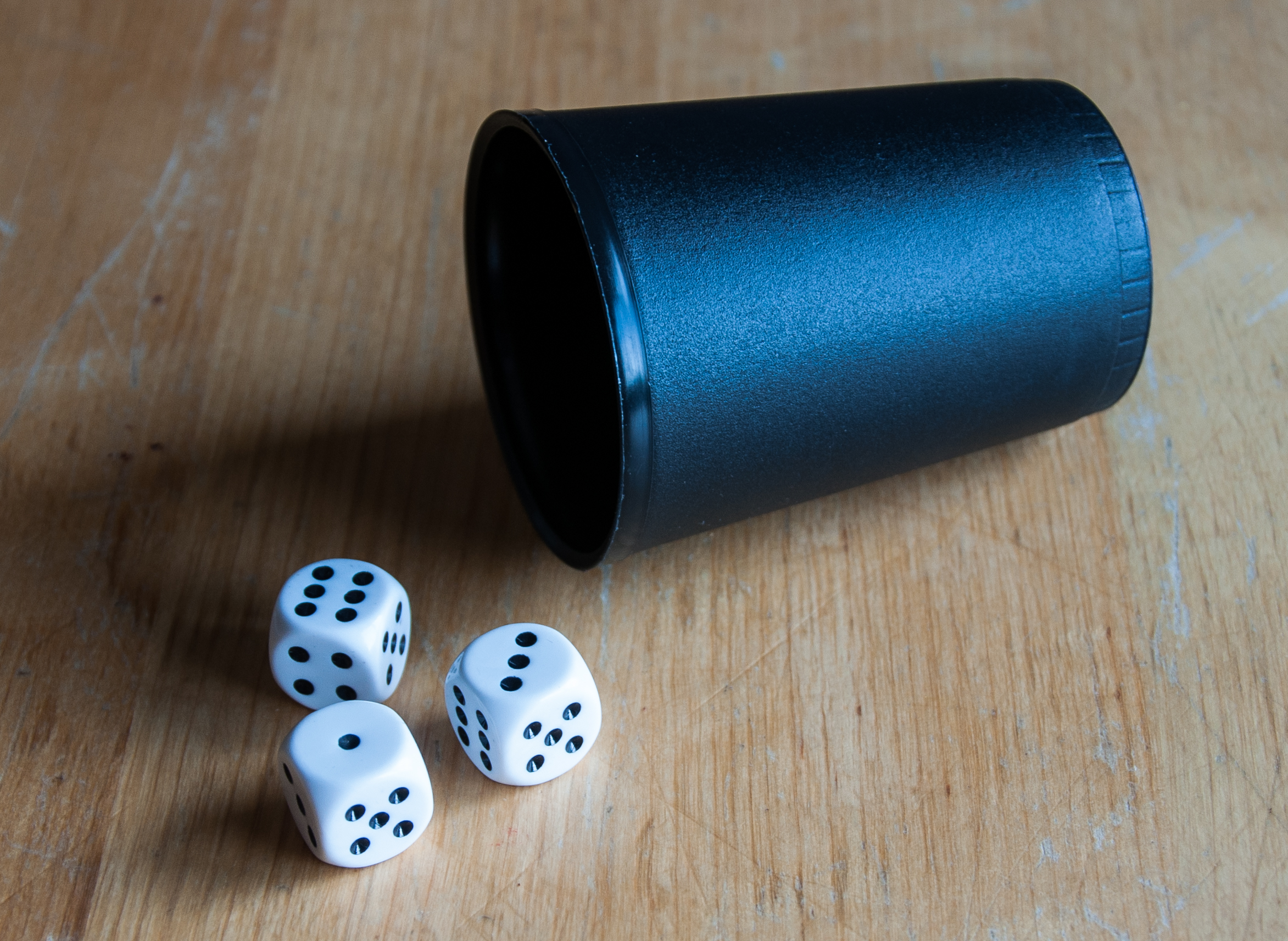
Hausnummer ist ein Spiel mit drei Würfeln. Die höchste mögliche Hausnummer bei dem gezeigten Wurf ist die 631, die kleinste die 136.

Zu diesem einfachen Spiel benötigt man:
- 3 Würfel
- Würfelbecher
- Schreibzeug

Die Anzahl der Mitspieler beträgt mindestens zwei und ist nach oben nicht begrenzt. 
Wie bei vielen Würfelspielen einigt man sich zuvor auf eine der zahlreichen Varianten. Wird die Große Hausnummer gespielt, wirft man in einer einfachen Version alle Würfel und sortiert dann die Würfel so, dass sich eine möglichst große Zahl ergeben. Die höchste Zahl, maximal die 666, gewinnt. Umgekehrt gewinnt beim Spiel Kleine Hausnummer die kleinste mögliche Zahl (111).

### Gängige Varianten
- Man wirft zunächst die drei Würfel dreimal und lässt bei jedem Wurf denjenigen Würfel liegen, der einem am günstigsten erscheint. Hat man einen aussortiert, wirft man nun die verbliebenen beiden Würfel ebenfalls dreimal, legt abermals einen zur Seite und wiederholt dies mit dem letzten Würfel.
- Man darf am Ende des Wurfes oder man muss zu Beginn der Aktion wählen, an welcher Stelle der Hausnummer die gewürfelte Zahl erscheinen soll.
- Die Teilnehmer verabreden zu Beginn eine bestimmte Anzahl an Spielrunden. Gewonnen hat dann derjenige, der die meisten Runden erfolgreich war.
- Man spielt abwechselnd Große und Kleine Hausnummer.

## Sonstiges
- Dieses Spiel kommt auch als eine Kegelvariante zum Einsatz. Hierbei zählt allerdings nur die größte Hausnummer.